# Scythiolina
Scythiolina es un género de foraminífero bentónico de la subfamilia Scythiolininae, de la familia Cuneolinidae, de la superfamilia Ataxophragmioidea, del suborden Ataxophragmiina y del orden Loftusiida. Su especie tipo es Scythiolina flabellii. Su rango cronoestratigráfico abarca el Aptiense (Cretácico inferior).

## Discusión
Clasificaciones previas hubiesen incluido Scythiolina en el suborden Textulariina del orden Textulariida o en el orden Lituolida.

## Clasificación
Scythiolina incluye a las siguientes especies:
- Scythiolina camposauri †
- Scythiolina crumenaeformae †
- Scythiolina cuneata †
- Scythiolina filiformae †
- Scythiolina flabellii †
- Scythiolina infundibuliformae †